# تسيفليكوبولون (إوانينا)
تسيفليكوبولون (Τσιφλικόπουλον) هي بلدة تقع هي اليوم منطقة في جنوب غرب مدينة يوانينا. تقع بين ستافراكي وفيليساريوس وبينتيلي، وتشكل معا كومونة ستافراكي المحلية من الوحدة البلدية يوانينا التي تنتمي إلى بلدية يوانينا. بلغ عدد سكانها 1,571 نسمة وفقا لتعداد عام 2011.

## الجغرافيا والمشاهد
يقع تسيفليكوبولو عند سفح تل بسيلوغوريتسا على ارتفاع 510 متر، على بعد حوالي 2 كم من وسط مدينة يوانينا. من 1961 إلى 1997 كانت مستوطنة تابعو لكومونة ستافراكي في مقاطعة دودوني السابقة في محافظة يوانينا. في عام 1971 بلغ عدد سكانها 588 نسمة وفي عام 1981 بلغ عدد السكان 846 نسمة. اليوم تم دمج تسيفليكوبولو بشكل أساسي في مدينة يوانينا وغيرت مظهرها.
من معالم المدينة مبنى من قمائن الجير تم بناؤه في أواخر الأربعينيات من القرن الماضي من قبل المهندس المعماري كوستاس ماراتوس. وقد تم تخصيصيه عام 1994 كنصب محمي وعينة تمثيلية للفترة ما قبل الصناعية. وهو المبنى الصناعي القديم الوحيد في يوانينا والقمين الجيري الوحيد لإبيروس.

## الاسم والتاريخ
أتى اسم تسيفليكوبولو من سنوات الحكم التركي وتحديدا من سنوات علي باشا، الذي بنى منزلا صيفيا عرف باسم السراي، وهو الآن مدرسة. امتلك علي باشا جميع العقارات من حوله، وخاصة كروم العنب والمروج. كانت تسمى هذه العقارات تسيفليكي (أو جفتلك)، ومنها أتى اسم المنطقة. في عام 1909، كما هو موضح على خريطة المنطقة، لم يكن هناك سوى أربع أو خمس منازل. بعد التحرير في عام 1913، تم تقسيم العقارات إلى عائلات جديدة، ومن عام 1960 تم بناء المنطقة وأخذت شكلها الحالي.